# Liste des églises du Rhône
La liste des églises du Rhône vise à situer les églises du département français du Rhône. Il est fait état des diverses protections dont elles peuvent bénéficier, et notamment les inscriptions et classements au titre des monuments historiques.
En ce qui concerne le culte catholique, toutes les églises sont situées dans l'archidiocèse de Lyon.

## Statistiques

### Nombres
Le département du Rhône comprend 267 communes au 1er janvier 2021.
Depuis 2018, l'archidiocèse de Lyon compte 132 paroisses.

## Classement
Le classement ci-après se fait par commune selon l'ordre alphabétique.
Il est fait état des diverses protections dont elles peuvent bénéficier, et notamment les inscriptions et classements au titre des monuments historiques.

## Liste

### Église catholique
| Église                                                                 | Commune                           | Adresse | Coordonnées                      | Notice         | Protection                                                                                                 | Date        | Illustration                                                           |
| ---------------------------------------------------------------------- | --------------------------------- | ------- | -------------------------------- | -------------- | --- | ----------- | ---------------------------------------------------------------------- |
| Église Saint-Barthélemy d'Affoux                                       | Affoux                            |         | 45° 50′ 41″ nord, 4° 24′ 11″ est |                | |             | Église Saint-Barthélemy d'Affoux                                       |
| Collégiale Sainte-Marie-Madeleine d'Aigueperse                         | Aigueperse                        |         | 46° 16′ 38″ nord, 4° 26′ 03″ est |                | |             | Collégiale Sainte-Marie-Madeleine d'Aigueperse                         |
| Église de la Nativité-de-Notre-Dame d'Albigny-sur-Saône                | Albigny-sur-Saône                 |         | 45° 51′ 56″ nord, 4° 49′ 56″ est |                | |             | Église de la Nativité-de-Notre-Dame d'Albigny-sur-Saône                |
| Église Saint-Denis d'Alix                                              | Alix                              |         | 45° 54′ 43″ nord, 4° 39′ 10″ est |                | |             | Image manquante Téléverser                                             |
| Église Saint-Cyr d'Ambérieux                                           | Ambérieux                         |         | 45° 55′ 40″ nord, 4° 44′ 16″ est |                | |             | Église Saint-Cyr d'Ambérieux                                           |
| Église Saint-Claude de Saint-Claude-Huissel                            | Amplepuis                         |         | 45° 58′ 43″ nord, 4° 16′ 56″ est |                | |             | Église Saint-Claude de Saint-Claude-Huissel                            |
| Église Saint-Claude de Saint-Claude-Huissel                            | Amplepuis                         |         | 45° 58′ 43″ nord, 4° 16′ 56″ est |                | |             | Église Saint-Claude de Saint-Claude-Huissel                            |
| Église Saint-Pothin d'Amplepuis                                        | Amplepuis                         |         | 45° 58′ 25″ nord, 4° 19′ 57″ est |                | |             | Église Saint-Pothin d'Amplepuis                                        |
| Église Saint-Baudille d'Ampuis                                         | Ampuis                            |         | 45° 29′ 18″ nord, 4° 48′ 29″ est |                | |             | Église Saint-Baudille d'Ampuis                                         |
| Église Saint-Pierre d'Ancy                                             | Ancy                              |         | 45° 50′ 17″ nord, 4° 30′ 32″ est |                | |             | Église Saint-Pierre d'Ancy                                             |
| Église Saint-Pierre d'Anse                                             | Anse                              |         | 45° 56′ 11″ nord, 4° 43′ 06″ est | « PA00117711 » | Inscrit MH L'intérieur de la sacristie ainsi que la baie placée contre le mur Ouest de cette sacristie     | 1932        | Église Saint-Pierre d'Anse                                             |
| Église Saint-Saturnin d'Arnas                                          | Arnas                             |         | 46° 01′ 29″ nord, 4° 42′ 22″ est |                | |             | Église Saint-Saturnin d'Arnas                                          |
| Église Saint-Pierre d'Aveize                                           | Aveize                            |         | 45° 41′ 00″ nord, 4° 28′ 37″ est |                | |             | Église Saint-Pierre d'Aveize                                           |
| Église Notre-Dame-de-l’Assomption d'Avenas                             | Avenas                            |         | 46° 11′ 42″ nord, 4° 36′ 16″ est |                | |             | Église Notre-Dame-de-l’Assomption d'Avenas                             |
| Église Saint-Pierre-et-Saint-Paul d'Azolette                           | Azolette                          |         | 46° 11′ 35″ nord, 4° 25′ 10″ est |                | |             | Église Saint-Pierre-et-Saint-Paul d'Azolette                           |
| Église Saint-Blaise de Bagnols                                         | Bagnols                           |         | 45° 55′ 04″ nord, 4° 36′ 27″ est | « PA00117717 » | Inscrit MH                                                                                                 | 2021        | Église Saint-Blaise de Bagnols                                         |
| Église Saint-Nicolas de Beaujeu                                        | Beaujeu                           |         | 46° 09′ 17″ nord, 4° 35′ 14″ est | « PA00117718 » | Classé MH ; Inscrit MH                                                                                     | 1909 ; 2020 | Église Saint-Nicolas de Beaujeu                                        |
| Église Saint-Martin de Beaujeu                                         | Beaujeu                           |         | 46° 09′ 06″ nord, 4° 35′ 39″ est |                | |             | Image manquante Téléverser                                             |
| Abbatiale de l'Assomption de Belleville                                | Belleville-en-Beaujolais          |         | 46° 06′ 27″ nord, 4° 45′ 02″ est | « PA00117720 » | Classé MH                                                                                                  | 1862        | Abbatiale de l'Assomption de Belleville                                |
| Église Saint-Julien de Belmont-d'Azergues                              | Belmont-d'Azergues                |         | 45° 52′ 06″ nord, 4° 40′ 10″ est |                | |             | Église Saint-Julien de Belmont-d'Azergues                              |
| Église Saint-Irénée de Bessenay                                        | Bessenay                          |         | 45° 46′ 36″ nord, 4° 33′ 15″ est |                | |             | Église Saint-Irénée de Bessenay                                        |
| Église Saint-Roch de Bibost                                            | Bibost                            |         | 45° 47′ 51″ nord, 4° 32′ 46″ est |                | |             | Image manquante Téléverser                                             |
| Église Saint-Claude de Blacé                                           | Blacé                             |         | 46° 01′ 50″ nord, 4° 38′ 39″ est |                | |             | Église Saint-Claude de Blacé                                           |
| Église Saint-Clair de Brignais                                         | Brignais                          |         | 45° 40′ 22″ nord, 4° 45′ 23″ est |                | |             | Église Saint-Clair de Brignais                                         |
| Église Saint-Blaise de Brindas                                         | Brindas                           |         | 45° 43′ 12″ nord, 4° 41′ 39″ est | « PA00117727 » | Inscrit MH Le clocher                                                                                      | 1978        | Église Saint-Blaise de Brindas                                         |
| Église de la Nativité-de-Saint-Jean-Baptiste de Brullioles             | Brullioles                        |         | 45° 45′ 42″ nord, 4° 29′ 59″ est |                | |             | Église de la Nativité-de-Saint-Jean-Baptiste de Brullioles             |
| Église Saint-Denis de Brussieu                                         | Brussieu                          |         | 45° 44′ 51″ nord, 4° 31′ 29″ est |                | |             | Église Saint-Denis de Brussieu                                         |
| Église Saint-Polycarpe de Bully                                        | Bully                             |         | 45° 51′ 08″ nord, 4° 35′ 03″ est |                | |             | Église Saint-Polycarpe de Bully                                        |
| Église de l'Assomption de Cailloux-sur-Fontaines                       | Cailloux-sur-Fontaines            |         | 45° 51′ 06″ nord, 4° 52′ 27″ est |                | |             | Église de l'Assomption de Cailloux-sur-Fontaines                       |
| Église Sainte-Foy de Cenves                                            | Cenves                            |         | 46° 16′ 06″ nord, 4° 39′ 00″ est |                | |             | Église Sainte-Foy de Cenves                                            |
| Église de Vieux-Château                                                | Cenves                            |         | 46° 17′ 15″ nord, 4° 39′ 29″ est |                | |             | Image manquante Téléverser                                             |
| Église Saint-Joseph de Cercié                                          | Cercié                            |         | 46° 07′ 10″ nord, 4° 40′ 17″ est |                | |             | Image manquante Téléverser                                             |
| Église Saint-Pierre-et-Saint-Paul d'Allières                           | Chambost-Allières                 |         | 46° 01′ 06″ nord, 4° 29′ 53″ est |                | |             | Église Saint-Pierre-et-Saint-Paul d'Allières                           |
| Église Saints-Pierre-et-Paul de Chambost                               | Chambost-Allières                 |         | 46° 01′ 00″ nord, 4° 30′ 58″ est |                | |             | Église Saints-Pierre-et-Paul de Chambost                               |
| Église Saint-Maurice de Chambost-Longessaigne                          | Chambost-Longessaigne             |         | 45° 46′ 22″ nord, 4° 22′ 06″ est |                | |             | Image manquante Téléverser                                             |
| Église Saint-Barthélemy de Chamelet                                    | Chamelet                          |         | 45° 59′ 03″ nord, 4° 30′ 40″ est |                | |             | Image manquante Téléverser                                             |
| Église Saint-Louis-Roi de Champagne-au-Mont-d'Or                       | Champagne-au-Mont-d'Or            |         | 45° 47′ 41″ nord, 4° 47′ 27″ est |                | |             | Église Saint-Louis-Roi de Champagne-au-Mont-d'Or                       |
| Église Saint-Barthélemy de Chaponnay                                   | Chaponnay                         |         | 45° 37′ 43″ nord, 4° 56′ 26″ est |                | |             | Église Saint-Barthélemy de Chaponnay                                   |
| Église Saint-Prix de Chaponost                                         | Chaponost                         |         | 45° 42′ 39″ nord, 4° 44′ 41″ est |                | |             | Église Saint-Prix de Chaponost                                         |
| Église Notre-Dame-de-l'Assomption de Charbonnières-les-Bains           | Charbonnières-les-Bains           |         | 45° 46′ 42″ nord, 4° 44′ 39″ est |                | |             | Image manquante Téléverser                                             |
| Église Saint-Martin de Charentay                                       | Charentay                         |         | 46° 05′ 20″ nord, 4° 40′ 42″ est |                | |             | Église Saint-Martin de Charentay                                       |
| Église Saint-Christophe de Charnay                                     | Charnay                           |         | 45° 53′ 27″ nord, 4° 40′ 05″ est | « PA00117737 » | Inscrit MH                                                                                                 | 1974        | Église Saint-Christophe de Charnay                                     |
| Église Saint-Blaise de Chassagny                                       | Chassagny                         |         | 45° 36′ 22″ nord, 4° 43′ 55″ est | « PA00117739 » | Inscrit MH La piscine située dans la chapelle seigneuriale                                                 | 1982        | Église Saint-Blaise de Chassagny                                       |
| Église Saint-Martin de Chasselay                                       | Chasselay                         |         | 45° 52′ 24″ nord, 4° 46′ 14″ est |                | |             | Église Saint-Martin de Chasselay                                       |
| Église Saint-Jean-Baptiste de Chaussan                                 | Chaussan                          |         | 45° 38′ 00″ nord, 4° 38′ 22″ est | « PA00118156 » | Inscrit MH Puits situé dans l'église                                                                       | 1992        | Église Saint-Jean-Baptiste de Chaussan                                 |
| Église Saint-André de Chazay-d'Azergues                                | Chazay-d'Azergues                 |         | 45° 52′ 35″ nord, 4° 42′ 49″ est |                | |             | Église Saint-André de Chazay-d'Azergues                                |
| Église Notre-Dame-de-la-Nativité de Chessy                             | Chessy                            |         | 45° 53′ 15″ nord, 4° 37′ 23″ est | « PA00117745 » | Inscrit MH                                                                                                 | 1926        | Église Notre-Dame-de-la-Nativité de Chessy                             |
| Église Saint-Georges de Chevinay                                       | Chevinay                          |         | 45° 46′ 13″ nord, 4° 36′ 26″ est |                | |             | Église Saint-Georges de Chevinay                                       |
| Église Saint-Germain de Chiroubles                                     | Chiroubles                        |         | 46° 10′ 51″ nord, 4° 39′ 59″ est |                | |             | Église Saint-Germain de Chiroubles                                     |
| Église Saint-Barthélemy de Châtillon                                   | Châtillon                         |         | 45° 52′ 40″ nord, 4° 38′ 44″ est |                | |             | Église Saint-Barthélemy de Châtillon                                   |
| Église Saint-Clair de Chénas                                           | Chénas                            |         | 46° 12′ 44″ nord, 4° 43′ 11″ est |                | |             | Église Saint-Clair de Chénas                                           |
| Église Sainte-Madeleine de Chénelette                                  | Chénelette                        |         | 46° 10′ 07″ nord, 4° 29′ 26″ est |                | |             | Église Sainte-Madeleine de Chénelette                                  |
| Église Saint-Cyr-et-Saint-Blaise de Civrieux-d'Azergues                | Civrieux-d'Azergues               |         | 45° 51′ 39″ nord, 4° 42′ 42″ est |                | |             | Église Saint-Cyr-et-Saint-Blaise de Civrieux-d'Azergues                |
| Église Saint-Laurent de Claveisolles                                   | Claveisolles                      |         | 46° 06′ 01″ nord, 4° 29′ 38″ est |                | |             | Église Saint-Laurent de Claveisolles                                   |
| Église Saint-Germain de Cogny                                          | Cogny                             |         | 45° 59′ 15″ nord, 4° 37′ 29″ est |                | |             | Église Saint-Germain de Cogny                                          |
| Église Saint-Étienne de Coise                                          | Coise                             |         | 45° 36′ 52″ nord, 4° 28′ 21″ est |                | |             | Image manquante Téléverser                                             |
| Église Saint-Nizier de Collonges-au-Mont-d'Or                          | Collonges-au-Mont-d'Or            |         | 45° 49′ 23″ nord, 4° 50′ 32″ est |                | |             | Église Saint-Nizier de Collonges-au-Mont-d'Or                          |
| Église Saint-Nizier du Gayet                                           | Collonges-au-Mont-d'Or            |         | 45° 49′ 32″ nord, 4° 49′ 45″ est |                | |             | Image manquante Téléverser                                             |
| Église de l'Assomption de Colombier-Saugnieu                           | Colombier-Saugnieu                |         | 45° 43′ 30″ nord, 5° 06′ 10″ est |                | |             | Église de l'Assomption de Colombier-Saugnieu                           |
| Église Saint-Roch de Saugnieu                                          | Colombier-Saugnieu                |         | 45° 43′ 34″ nord, 5° 06′ 07″ est |                | |             | Église Saint-Roch de Saugnieu                                          |
| Église Saint-Blaise de Communay                                        | Communay                          |         | 45° 36′ 23″ nord, 4° 49′ 59″ est |                | |             | Église Saint-Blaise de Communay                                        |
| Église Saint-Étienne de Condrieu                                       | Condrieu                          |         | 45° 27′ 48″ nord, 4° 46′ 04″ est | « PA00117748 » | Inscrit MH Le portail                                                                                      | 1926        | Église Saint-Étienne de Condrieu                                       |
| Église Saint-Pierre-et-Saint-Paul de Corcelles-en-Beaujolais           | Corcelles-en-Beaujolais           |         | 46° 09′ 14″ nord, 4° 43′ 28″ est |                | |             | Église Saint-Pierre-et-Saint-Paul de Corcelles-en-Beaujolais           |
| Église de l'Immaculée-Conception de la Ville                           | Cours-la-Ville                    |         | 46° 07′ 05″ nord, 4° 20′ 27″ est |                | |             | Image manquante Téléverser                                             |
| Église Saint-Étienne de Cours-la-Ville                                 | Cours-la-Ville                    |         | 46° 06′ 00″ nord, 4° 19′ 18″ est |                | |             | Église Saint-Étienne de Cours-la-Ville                                 |
| Église Saint-Didier de Courzieu                                        | Courzieu                          |         | 45° 44′ 33″ nord, 4° 34′ 13″ est |                | |             | Église Saint-Didier de Courzieu                                        |
| Église Saint-Maurice de Couzon-au-Mont-d'Or                            | Couzon-au-Mont-d'Or               |         | 45° 50′ 44″ nord, 4° 49′ 45″ est | « PA00117752 » | Inscrit MH                                                                                                 | 2021        | Église Saint-Maurice de Couzon-au-Mont-d'Or                            |
| Église Saint-Cyr-et-Saint-Fortunat de Craponne                         | Craponne                          |         | 45° 44′ 32″ nord, 4° 43′ 22″ est |                | |             | Église Saint-Cyr-et-Saint-Fortunat de Craponne                         |
| Église Saint-Fortunat de Craponne                                      | Craponne                          |         | 45° 44′ 40″ nord, 4° 43′ 20″ est |                | |             | Église Saint-Fortunat de Craponne                                      |
| Église Saint-Martin de Cublize                                         | Cublize                           |         | 46° 01′ 06″ nord, 4° 22′ 40″ est |                | |             | Église Saint-Martin de Cublize                                         |
| Église Saint-Claude de Curis-au-Mont-d'Or                              | Curis-au-Mont-d'Or                |         | 45° 52′ 23″ nord, 4° 49′ 10″ est |                | |             | Église Saint-Claude de Curis-au-Mont-d'Or                              |
| Église Saint-Jean-Marie-Vianney de Dardilly                            | Dardilly                          |         | 45° 48′ 19″ nord, 4° 45′ 11″ est |                | |             | Église Saint-Jean-Marie-Vianney de Dardilly                            |
| Église Saint-Claude de Dardilly                                        | Dardilly                          |         | 45° 49′ 07″ nord, 4° 45′ 01″ est |                | |             | Église Saint-Claude de Dardilly                                        |
| Église Saint-Pierre de Dareizé                                         | Dareizé                           |         | 45° 54′ 11″ nord, 4° 29′ 29″ est |                | |             | Église Saint-Pierre de Dareizé                                         |
| Église Saint-Pancrace de Denicé                                        | Denicé                            |         | 46° 00′ 06″ nord, 4° 38′ 43″ est |                | |             | Église Saint-Pancrace de Denicé                                        |
| Église Saint-François-de-Sales de Dième                                | Dième                             |         | 45° 57′ 43″ nord, 4° 27′ 57″ est |                | |             | Église Saint-François-de-Sales de Dième                                |
| Église de l'Assomption de Dommartin                                    | Dommartin                         |         | 45° 50′ 05″ nord, 4° 42′ 52″ est |                | |             | Église de l'Assomption de Dommartin                                    |
| Église Saint-Pierre de Dracé                                           | Dracé                             |         | 46° 09′ 25″ nord, 4° 45′ 59″ est |                | |             | Église Saint-Pierre de Dracé                                           |
| Église Saint-Jean-Baptiste de Duerne                                   | Duerne                            |         | 46° 41′ 03″ nord, 4° 31′ 38″ est |                | |             | Église Saint-Jean-Baptiste de Duerne                                   |
| Église Saint-Martin de Fleurie                                         | Fleurie                           |         | 46° 11′ 34″ nord, 4° 41′ 51″ est |                | |             | Église Saint-Martin de Fleurie                                         |
| Église Saint-Martin de Fleurieu-sur-Saône                              | Fleurieu-sur-Saône                |         | 45° 51′ 42″ nord, 4° 50′ 43″ est |                | |             | Église Saint-Martin de Fleurieu-sur-Saône                              |
| Église Saint-Barthélemy de Fleurieux-sur-l'Arbresle                    | Fleurieux-sur-l'Arbresle          |         | 45° 50′ 09″ nord, 4° 39′ 07″ est |                | |             | Église Saint-Barthélemy de Fleurieux-sur-l'Arbresle                    |
| Église Saint-Martin de Fontaines-Saint-Martin                          | Fontaines-Saint-Martin            |         | 45° 50′ 43″ nord, 4° 51′ 15″ est |                | |             | Église Saint-Martin de Fontaines-Saint-Martin                          |
| Église Saint-Louis de Fontaines-sur-Saône                              | Fontaines-sur-Saône               |         | 45° 49′ 59″ nord, 4° 50′ 58″ est |                | |             | Église Saint-Louis de Fontaines-sur-Saône                              |
| Église Saint-Maurice-du-Châter de Francheville le Bas                  | Francheville                      |         | 45° 44′ 19″ nord, 4° 46′ 22″ est |                | |             | Église Saint-Maurice-du-Châter de Francheville le Bas                  |
| Église Saint-Dutrille de Frontenas                                     | Frontenas                         |         | 45° 55′ 32″ nord, 4° 37′ 07″ est | « PA00117764 » | Inscrit MH Le portail (vantaux de la porte compris)                                                        | 1926        | Église Saint-Dutrille de Frontenas                                     |
| Église Saint-Barthélemy de Genas                                       | Genas                             |         | 45° 43′ 58″ nord, 4° 59′ 45″ est |                | |             | Église Saint-Barthélemy de Genas                                       |
| Église Saint-Gervais-et-Saint-Protais d'Azieu                          | Genas                             |         | 45° 44′ 10″ nord, 5° 00′ 53″ est |                | |             | Église Saint-Gervais-et-Saint-Protais d'Azieu                          |
| Église Saint-Nicolas de Givors                                         | Givors                            |         | 45° 35′ 00″ nord, 4° 46′ 32″ est |                | |             | Image manquante Téléverser                                             |
| Église Notre-Dame de Givors                                            | Givors                            |         | 45° 35′ 16″ nord, 4° 46′ 17″ est |                | |             | Image manquante Téléverser                                             |
| Église Saint-Pancrace de Bans                                          | Givors                            |         | 45° 34′ 18″ nord, 4° 47′ 30″ est |                | |             | Image manquante Téléverser                                             |
| Église Notre-Dame de Gleizé                                            | Gleizé                            |         | 45° 59′ 21″ nord, 4° 41′ 47″ est |                | |             | Église Notre-Dame de Gleizé                                            |
| Église Saint-Laurent de Chervinges                                     | Gleizé                            |         | 45° 58′ 57″ nord, 4° 40′ 56″ est |                | |             | Image manquante Téléverser                                             |
| Église de l'Assomption de Grandris                                     | Grandris                          |         | 46° 02′ 19″ nord, 4° 28′ 33″ est |                | |             | Église de l'Assomption de Grandris                                     |
| Église Saint-Roch de Grézieu-la-Varenne                                | Grézieu-la-Varenne                |         | 45° 44′ 53″ nord, 4° 41′ 25″ est |                | |             | Église Saint-Roch de Grézieu-la-Varenne                                |
| Église Saint-Barthélemy de Grézieu-le-Marché                           | Grézieu-le-Marché                 |         | 45° 39′ 21″ nord, 4° 25′ 09″ est |                | |             | Église Saint-Barthélemy de Grézieu-le-Marché                           |
| Église Sainte-Marguerite d'Haute-Rivoire                               | Haute-Rivoire                     |         | 45° 42′ 56″ nord, 4° 23′ 45″ est |                | |             | Église Sainte-Marguerite d'Haute-Rivoire                               |
| Église Saint-André d'Irigny                                            | Irigny                            |         | 45° 40′ 22″ nord, 4° 49′ 26″ est |                | |             | Église Saint-André d'Irigny                                            |
| Église Saint-Pie X de Cité d'Aiy                                       | Irigny                            |         | 45° 41′ 17″ nord, 4° 49′ 27″ est |                | |             | Image manquante Téléverser                                             |
| Église Saint-Étienne de Jarnioux                                       | Jarnioux                          |         | 45° 57′ 51″ nord, 4° 37′ 43″ est |                | |             | Église Saint-Étienne de Jarnioux                                       |
| Église Saint-Ferréol de Jons                                           | Jons                              |         | 45° 48′ 28″ nord, 5° 04′ 43″ est |                | |             | Église Saint-Ferréol de Jons                                           |
| Église de l'Assomption de Joux                                         | Joux                              |         | 45° 53′ 13″ nord, 4° 22′ 21″ est |                | |             | Église de l'Assomption de Joux                                         |
| Église de l'Assomption de Juliénas                                     | Juliénas                          |         | 46° 14′ 06″ nord, 4° 42′ 41″ est |                | |             | Église de l'Assomption de Juliénas                                     |
| Vieille église de Juliénas                                             | Juliénas                          |         | 46° 14′ 04″ nord, 4° 42′ 40″ est |                | |             | Vieille église de Juliénas                                             |
| Église de l'Assomption de Jullié                                       | Jullié                            |         | 46° 14′ 31″ nord, 4° 40′ 44″ est |                | |             | Église de l'Assomption de Jullié                                       |
| Église de la Nativité-de-Saint-Jean-Baptiste de L'Arbresle             | L'Arbresle                        |         | 46° 50′ 10″ nord, 4° 37′ 05″ est | « PA00117713 » | Inscrit MH                                                                                                 | 1926        | Église de la Nativité-de-Saint-Jean-Baptiste de L'Arbresle             |
| Église Saint-Étienne de La Chapelle-sur-Coise                          | La Chapelle-sur-Coise             |         | 45° 39′ 16″ nord, 4° 29′ 57″ est |                | |             | Image manquante Téléverser                                             |
| Église Notre-Dame du Roule                                             | La Mulatière                      |         | 45° 43′ 46″ nord, 4° 48′ 32″ est |                | |             | Image manquante Téléverser                                             |
| Église Saint-Ennemond de La Tour-de-Salvagny                           | La Tour-de-Salvagny               |         | 45° 48′ 48″ nord, 4° 42′ 56″ est |                | |             | Église Saint-Ennemond de La Tour-de-Salvagny                           |
| Église Notre-Dame-du-Sou de Saint-Paul                                 | Lacenas                           |         | 45° 59′ 00″ nord, 4° 38′ 20″ est | « PA00117774 » | Inscrit MH                                                                                                 | 1981        | Église Notre-Dame-du-Sou de Saint-Paul                                 |
| Église de la Nativité-de-Saint-Jean-Baptiste de Lacenas                | Lacenas                           |         | 45° 59′ 36″ nord, 4° 38′ 44″ est |                | |             | Église de la Nativité-de-Saint-Jean-Baptiste de Lacenas                |
| Église Saint-Pierre de Lachassagne                                     | Lachassagne                       |         | 45° 55′ 35″ nord, 4° 41′ 47″ est |                | |             | Image manquante Téléverser                                             |
| Église Saint-Martin de Lamure-sur-Azergues                             | Lamure-sur-Azergues               |         | 46° 03′ 43″ nord, 4° 29′ 34″ est |                | |             | Église Saint-Martin de Lamure-sur-Azergues                             |
| Église Saint-Julien de Lancié                                          | Lancié                            |         | 46° 10′ 14″ nord, 4° 42′ 50″ est |                | |             | Église Saint-Julien de Lancié                                          |
| Église Saint-Étienne de Lantignié                                      | Lantignié                         |         | 46° 08′ 50″ nord, 4° 37′ 22″ est |                | |             | Église Saint-Étienne de Lantignié                                      |
| Église Sainte-Anne de Larajasse                                        | Larajasse                         |         | 45° 36′ 51″ nord, 4° 30′ 01″ est |                | |             | Image manquante Téléverser                                             |
| Église de l'Immaculée-Conception de Lamure                             | Larajasse                         |         | 45° 35′ 12″ nord, 4° 31′ 11″ est |                | |             | Image manquante Téléverser                                             |
| Église Saints-Philippe-et-Jacques de l'Aubépin                         | Larajasse                         |         | 45° 36′ 13″ nord, 4° 31′ 17″ est |                | |             | Image manquante Téléverser                                             |
| Église Saint-Pancrace du Breuil                                        | Le Breuil                         |         | 45° 53′ 40″ nord, 4° 35′ 15″ est |                | |             | Église Saint-Pancrace du Breuil                                        |
| Église Saint-Pierre du Perréon                                         | Le Perréon                        |         | 46° 03′ 46″ nord, 4° 36′ 06″ est |                | |             | Église Saint-Pierre du Perréon                                         |
| Église Saint-Laurent de Lentilly                                       | Lentilly                          |         | 45° 49′ 14″ nord, 4° 39′ 42″ est |                | |             | Église Saint-Laurent de Lentilly                                       |
| Église Saint-Pierre-et-Saint-Paul des Ardillats                        | Les Ardillats                     |         | 46° 10′ 46″ nord, 4° 32′ 30″ est |                | |             | Église Saint-Pierre-et-Saint-Paul des Ardillats                        |
| Église Saint-Roch des Chères                                           | Les Chères                        |         | 45° 53′ 22″ nord, 4° 44′ 36″ est |                | |             | Église Saint-Roch des Chères                                           |
| Église Saint-Laurent des Haies                                         | Les Haies                         |         | 45° 30′ 14″ nord, 4° 44′ 54″ est |                | |             | Église Saint-Laurent des Haies                                         |
| Église Sainte-Suzanne des Halles                                       | Les Halles                        |         | 45° 43′ 09″ nord, 4° 25′ 57″ est |                | |             | Église Sainte-Suzanne des Halles                                       |
| Église Saint-Philibert des Olmes                                       | Les Olmes                         |         | 45° 52′ 59″ nord, 4° 31′ 02″ est |                | |             | Église Saint-Philibert des Olmes                                       |
| Église Saint-Pierre des Sauvages                                       | Les Sauvages                      |         | 45° 55′ 31″ nord, 4° 22′ 35″ est |                | |             | Église Saint-Pierre des Sauvages                                       |
| Église Saint-Éloi de Liergues                                          | Liergues                          |         | 45° 58′ 10″ nord, 4° 39′ 52″ est | « PA00117777 » | Inscrit MH                                                                                                 | 1926        | Église Saint-Éloi de Liergues                                          |
| Église Saint-Gilles de Limas                                           | Limas                             |         | 45° 58′ 30″ nord, 4° 42′ 27″ est |                | |             | Église Saint-Gilles de Limas                                           |
| Église Saint-Martin de Limonest                                        | Limonest                          |         | 45° 50′ 31″ nord, 4° 46′ 42″ est |                | |             | Église Saint-Martin de Limonest                                        |
| Église Saint-Christophe de Lissieu                                     | Lissieu                           |         | 45° 51′ 56″ nord, 4° 44′ 35″ est |                | |             | Église Saint-Christophe de Lissieu                                     |
| Église Notre-Dame-de-l'Assomption de Loire-sur-Rhône                   | Loire-sur-Rhône                   |         | 45° 33′ 32″ nord, 4° 48′ 19″ est |                | |             | Église Notre-Dame-de-l'Assomption de Loire-sur-Rhône                   |
| Église Saint-Pierre-et-Saint-Paul de Longes                            | Longes                            |         | 45° 30′ 18″ nord, 4° 41′ 19″ est |                | |             | Église Saint-Pierre-et-Saint-Paul de Longes                            |
| Église Sainte-Blandine de Longessaigne                                 | Longessaigne                      |         | 45° 47′ 31″ nord, 4° 25′ 29″ est |                | |             | Église Sainte-Blandine de Longessaigne                                 |
| Église Saint-Maurice de Lozanne                                        | Lozanne                           |         | 45° 51′ 35″ nord, 4° 40′ 55″ est |                | |             | Église Saint-Maurice de Lozanne                                        |
| Église Saint-Étienne de Lucenay                                        | Lucenay                           |         | 45° 54′ 47″ nord, 4° 42′ 09″ est |                | |             | Église Saint-Étienne de Lucenay                                        |
| Église Saint-Étienne de Légny                                          | Légny                             |         | 45° 54′ 30″ nord, 4° 35′ 02″ est |                | |             | Image manquante Téléverser                                             |
| Église Saint-Martin de Létra                                           | Létra                             |         | 45° 57′ 46″ nord, 4° 31′ 29″ est |                | |             | Église Saint-Martin de Létra                                           |
| Église de la Nativité-de-Saint-Jean-Baptiste de Marchampt              | Marchampt                         |         | 46° 06′ 43″ nord, 4° 34′ 14″ est |                | |             | Église de la Nativité-de-Saint-Jean-Baptiste de Marchampt              |
| Église Saint-Barthélemy de Marcilly-d'Azergues                         | Marcilly-d'Azergues               |         | 45° 52′ 19″ nord, 4° 43′ 35″ est |                | |             | Église Saint-Barthélemy de Marcilly-d'Azergues                         |
| Église Saint-Bonnet de Marcy                                           | Marcy                             |         | 45° 54′ 57″ nord, 4° 40′ 54″ est |                | |             | Église Saint-Bonnet de Marcy                                           |
| Église Saint-Pierre de Marcy-l'Étoile                                  | Marcy-l'Étoile                    |         | 45° 46′ 52″ nord, 4° 42′ 22″ est |                | |             | Église Saint-Pierre de Marcy-l'Étoile                                  |
| Église Saint-Laurent de Mardore                                        | Mardore                           |         | 46° 04′ 13″ nord, 4° 20′ 19″ est |                | |             | Église Saint-Laurent de Mardore                                        |
| Église Saint-Julien de Marennes                                        | Marennes                          |         | 45° 37′ 09″ nord, 4° 54′ 38″ est |                | |             | Église Saint-Julien de Marennes                                        |
| Église Saint-Joseph de Meaux-la-Montagne                               | Meaux-la-Montagne                 |         | 46° 02′ 42″ nord, 4° 25′ 09″ est |                | |             | Église Saint-Joseph de Meaux-la-Montagne                               |
| Église Saint-Jean de Messimy                                           | Messimy                           |         | 45° 41′ 52″ nord, 4° 40′ 26″ est |                | |             | Église Saint-Jean de Messimy                                           |
| Église Saint-Pierre de Meys                                            | Meys                              |         | 45° 40′ 42″ nord, 4° 23′ 09″ est |                | |             | Église Saint-Pierre de Meys                                            |
| Église Saint-Martin de Millery                                         | Millery                           |         | 45° 38′ 03″ nord, 4° 46′ 41″ est | « PA00117997 » | Inscrit MH                                                                                                 | 1939        | Église Saint-Martin de Millery                                         |
| Église Saint-Pierre-et-Saint-Paul de Moiré                             | Moiré                             |         | 45° 55′ 40″ nord, 4° 36′ 11″ est |                | |             | Église Saint-Pierre-et-Saint-Paul de Moiré                             |
| Église Saint-Sulpice de Monsols                                        | Monsols                           |         | 46° 13′ 12″ nord, 4° 31′ 13″ est |                | |             | Église Saint-Sulpice de Monsols                                        |
| Église Saint-Sulpice de Montagny                                       | Montagny                          |         | 45° 37′ 42″ nord, 4° 44′ 51″ est | « PA00117999 » | Inscrit MH                                                                                                 | 1980        | Église Saint-Sulpice de Montagny                                       |
| Église Saint-André de Sourzy                                           | Montagny                          |         | 45° 37′ 22″ nord, 4° 44′ 52″ est |                | |             | Image manquante Téléverser                                             |
| Église Saint-Blaise de Montmelas-Saint-Sorlin                          | Montmelas-Saint-Sorlin            |         | 46° 00′ 54″ nord, 4° 36′ 36″ est |                | |             | Église Saint-Blaise de Montmelas-Saint-Sorlin                          |
| Église Notre-Dame de Montromant                                        | Montromant                        |         | 45° 42′ 36″ nord, 4° 31′ 39″ est |                | |             | Église Notre-Dame de Montromant                                        |
| Église Saint-Sulpice de Montrottier                                    | Montrottier                       |         | 45° 47′ 26″ nord, 4° 28′ 02″ est |                | |             | Église Saint-Sulpice de Montrottier                                    |
| Église Notre-Dame-de-l'Assomption de Morancé                           | Morancé                           |         | 45° 53′ 53″ nord, 4° 42′ 01″ est | « PA00118002 » | Inscrit MH L'abside                                                                                        | 1926        | Église Notre-Dame-de-l'Assomption de Morancé                           |
| Église Saint-Pierre de Mornant                                         | Mornant                           |         | 45° 37′ 08″ nord, 4° 40′ 16″ est | « PA00118005 » | Inscrit MH                                                                                                 | 1926        | Église Saint-Pierre de Mornant                                         |
| Église Notre-Dame-de-l'Assomption de Neuville-sur-Saône                | Neuville-sur-Saône                |         | 45° 52′ 35″ nord, 4° 50′ 23″ est | « PA69000020 » | Inscrit MH                                                                                                 | 2004        | Église Notre-Dame-de-l'Assomption de Neuville-sur-Saône                |
| Église Saints-Pierre-et-Paul d'Odenas                                  | Odenas                            |         | 46° 05′ 18″ nord, 4° 38′ 30″ est |                | |             | Église Saints-Pierre-et-Paul d'Odenas                                  |
| Église Saint-Mathieu d'Oingt                                           | Oingt                             |         | 45° 56′ 53″ nord, 4° 34′ 56″ est |                | |             | Église Saint-Mathieu d'Oingt                                           |
| Église Saint-Martin d'Orliénas                                         | Orliénas                          |         | 45° 39′ 32″ nord, 4° 43′ 08″ est |                | |             | Église Saint-Martin d'Orliénas                                         |
| Église Saint-Martin d'Oullins                                          | Oullins                           |         | 45° 42′ 54″ nord, 4° 48′ 18″ est |                | |             | Église Saint-Martin d'Oullins                                          |
| Église Saint-Viateur de la Clavelière                                  | Oullins                           |         | 45° 42′ 32″ nord, 4° 48′ 54″ est |                | |             | Église Saint-Viateur de la Clavelière                                  |
| Église Saint-Antoine d'Ouroux                                          | Ouroux                            |         | 46° 13′ 52″ nord, 4° 35′ 39″ est | « PA00118013 » | Classé MH Le clocher ; Inscrit MH L'église à l'exclusion du clocher déjà classé                            | 1982 ; 1982 | Église Saint-Antoine d'Ouroux                                          |
| Église de l'Assomption de Pierre-Bénite                                | Pierre-Bénite                     |         | 45° 42′ 10″ nord, 4° 49′ 13″ est |                | |             | Église de l'Assomption de Pierre-Bénite                                |
| Église Saint-Victor de Poleymieux-au-Mont-d'Or                         | Poleymieux-au-Mont-d'Or           |         | 45° 48′ 09″ nord, 4° 48′ 09″ est |                | |             | Église Saint-Victor de Poleymieux-au-Mont-d'Or                         |
| Ancienne église Saint-Victor de Poleymieux-au-Mont-d'Or                | Poleymieux-au-Mont-d'Or           |         | 45° 51′ 46″ nord, 4° 47′ 52″ est |                | |             | Ancienne église Saint-Victor de Poleymieux-au-Mont-d'Or                |
| Église de la Nativité-de-Saint-Jean-Baptiste de Pollionnay             | Pollionnay                        |         | 45° 48′ 10″ nord, 4° 37′ 23″ est |                | |             | Image manquante Téléverser                                             |
| Église Saint-Martin de Pomeys                                          | Pomeys                            |         | 45° 39′ 00″ nord, 4° 26′ 36″ est |                | |             | Église Saint-Martin de Pomeys                                          |
| Église Saint-Barthélemy de Pommiers                                    | Pommiers                          |         | 45° 57′ 22″ nord, 4° 41′ 34″ est | « PA00118016 » | Inscrit MH                                                                                                 | 1926        | Église Saint-Barthélemy de Pommiers                                    |
| Église Saint-Vincent-de-Paul de Pont-Trambouze                         | Pont-Trambouze                    |         | 46° 04′ 17″ nord, 4° 18′ 54″ est |                | |             | Église Saint-Vincent-de-Paul de Pont-Trambouze                         |
| Église Saint-Antoine de Pontcharra-sur-Turdine                         | Pontcharra-sur-Turdine            |         | 45° 52′ 32″ nord, 4° 29′ 23″ est |                | |             | Église Saint-Antoine de Pontcharra-sur-Turdine                         |
| Église Saint-Pierre de Porte des Pierres Dorées                        | Porte des Pierres Dorées          |         | 45° 57′ 27″ nord, 4° 38′ 49″ est |                | |             | Église Saint-Pierre de Porte des Pierres Dorées                        |
| Église de Lafont                                                       | Poule-les-Écharmeaux              |         | 46° 07′ 56″ nord, 4° 29′ 25″ est |                | |             | Église de Lafont                                                       |
| Église Saint-Martin de Poule-les-Écharmeaux                            | Poule-les-Écharmeaux              |         | 46° 08′ 53″ nord, 4° 27′ 25″ est |                | |             | Image manquante Téléverser                                             |
| Église Saint-Georges de Propières                                      | Propières                         |         | 46° 11′ 32″ nord, 4° 26′ 13″ est |                | |             | Église Saint-Georges de Propières                                      |
| Église Notre-Dame-de-l'Assomption de Pusignan                          | Pusignan                          |         | 45° 45′ 09″ nord, 5° 04′ 08″ est |                | |             | Église Notre-Dame-de-l'Assomption de Pusignan                          |
| Église Saint-Laurent de Quincieux                                      | Quincieux                         |         | 45° 54′ 54″ nord, 4° 46′ 46″ est |                | |             | Église Saint-Laurent de Quincieux                                      |
| Église Saint-Pierre de Quincié-en-Beaujolais                           | Quincié-en-Beaujolais             |         | 46° 07′ 06″ nord, 4° 36′ 55″ est |                | |             | Église Saint-Pierre de Quincié-en-Beaujolais                           |
| Église Saint-Martin de Ranchal                                         | Ranchal                           |         | 46° 07′ 43″ nord, 4° 23′ 50″ est |                | |             | Image manquante Téléverser                                             |
| Église Saint-Jean-Marie-Vianney de Crépieux-la-Pape                    | Rillieux-la-Pape                  |         | 45° 48′ 27″ nord, 4° 53′ 35″ est |                | |             | Église Saint-Jean-Marie-Vianney de Crépieux-la-Pape                    |
| Église Notre-Dame-de-la-Roue de Rillieux-la-Pape                       | Rillieux-la-Pape                  |         | 45° 49′ 31″ nord, 4° 53′ 44″ est |                | |             | Image manquante Téléverser                                             |
| Église Saint-Pierre de Vancia                                          | Rillieux-la-Pape                  |         | 45° 50′ 04″ nord, 4° 54′ 42″ est |                | |             | Église Saint-Pierre de Vancia                                          |
| Église Saint-Denis de Rillieux                                         | Rillieux-la-Pape                  |         | 45° 49′ 11″ nord, 4° 53′ 46″ est |                | |             | Église Saint-Denis de Rillieux                                         |
| Église Saint-Pierre-Chanel de Rillieux-la-Pape                         | Rillieux-la-Pape                  |         | 45° 48′ 45″ nord, 4° 53′ 35″ est |                | |             | Église Saint-Pierre-Chanel de Rillieux-la-Pape                         |
| Église de la Conversion-de-Saint-Paul de Riverie                       | Riverie                           |         | 45° 36′ 05″ nord, 4° 35′ 21″ est |                | |             | Église de la Conversion-de-Saint-Paul de Riverie                       |
| Église de l'Assomption de Rivolet                                      | Rivolet                           |         | 46° 00′ 20″ nord, 4° 36′ 12″ est |                | |             | Église de l'Assomption de Rivolet                                      |
| Église Sainte-Catherine de Rochetaillée-sur-Saône                      | Rochetaillée-sur-Saône            |         | 45° 50′ 23″ nord, 4° 50′ 09″ est |                | |             | Image manquante Téléverser                                             |
| Église Saint-Martin de Ronno                                           | Ronno                             |         | 45° 59′ 06″ nord, 4° 22′ 59″ est |                | |             | Église Saint-Martin de Ronno                                           |
| Église Saint-Romain de Rontalon                                        | Rontalon                          |         | 45° 39′ 38″ nord, 4° 37′ 56″ est |                | |             | Église Saint-Romain de Rontalon                                        |
| Église Saint-Jean de Régnié-Durette                                    | Régnié-Durette                    |         | 46° 08′ 18″ nord, 4° 38′ 31″ est |                | |             | Église Saint-Jean de Régnié-Durette                                    |
| Église Saint-Jean-Baptiste de Sain-Bel                                 | Sain-Bel                          |         | 45° 48′ 33″ nord, 4° 35′ 51″ est | « PA00118023 » | Inscrit MH                                                                                                 | 1926        | Église Saint-Jean-Baptiste de Sain-Bel                                 |
| Église Saint-André de Saint-André-la-Côte                              | Saint-André-la-Côte               |         | 45° 37′ 48″ nord, 4° 36′ 02″ est |                | |             | Église Saint-André de Saint-André-la-Côte                              |
| Église Saint-Andéol de Saint-Andéol-le-Château                         | Saint-Andéol-le-Château           |         | 45° 35′ 06″ nord, 4° 41′ 47″ est |                | |             | Église Saint-Andéol de Saint-Andéol-le-Château                         |
| Église Saint-Apollinaire de Saint-Appolinaire                          | Saint-Appolinaire                 |         | 45° 58′ 37″ nord, 4° 25′ 25″ est |                | |             | Église Saint-Apollinaire de Saint-Appolinaire                          |
| Église Saint-Bonnet de Saint-Bonnet-de-Mure                            | Saint-Bonnet-de-Mure              |         | 45° 41′ 31″ nord, 5° 01′ 39″ est |                | |             | Église Saint-Bonnet de Saint-Bonnet-de-Mure                            |
| Église Saint-Bonnet de Saint-Bonnet-des-Bruyères                       | Saint-Bonnet-des-Bruyères         |         | 46° 16′ 18″ nord, 4° 28′ 13″ est |                | |             | Église Saint-Bonnet de Saint-Bonnet-des-Bruyères                       |
| Église Saint-Bonnet de Saint-Bonnet-le-Troncy                          | Saint-Bonnet-le-Troncy            |         | 46° 05′ 06″ nord, 4° 25′ 40″ est |                | |             | Église Saint-Bonnet de Saint-Bonnet-le-Troncy                          |
| Église Saint-Christophe de Saint-Christophe (Rhône)                    | Saint-Christophe                  |         | 46° 15′ 39″ nord, 4° 32′ 22″ est |                | |             | Église Saint-Christophe de Saint-Christophe (Rhône)                    |
| Église Saint-Clément de Saint-Clément-de-Vers                          | Saint-Clément-de-Vers             |         | 46° 13′ 35″ nord, 4° 24′ 08″ est |                | |             | Église Saint-Clément de Saint-Clément-de-Vers                          |
| Église Saint-Clément de Saint-Clément-les-Places                       | Saint-Clément-les-Places          |         | 45° 45′ 10″ nord, 4° 25′ 25″ est |                | |             | Image manquante Téléverser                                             |
| Église Saint-Clément de Saint-Clément-sur-Valsonne                     | Saint-Clément-sur-Valsonne        |         | 45° 55′ 27″ nord, 4° 27′ 18″ est |                | |             | Église Saint-Clément de Saint-Clément-sur-Valsonne                     |
| Ancienne église de Saint-Cyr-au-Mont-d'Or                              | Saint-Cyr-au-Mont-d'Or            |         | 45° 48′ 53″ nord, 4° 49′ 04″ est | « PA69000009 » | Inscrit MH                                                                                                 | 2000        | Ancienne église de Saint-Cyr-au-Mont-d'Or                              |
| Église Saint-Cyr-et-Sainte-Julitte de Saint-Cyr-au-Mont-d'Or           | Saint-Cyr-au-Mont-d'Or            |         | 45° 48′ 53″ nord, 4° 49′ 13″ est |                | |             | Église Saint-Cyr-et-Sainte-Julitte de Saint-Cyr-au-Mont-d'Or           |
| Église Saint-Cyr de Saint-Cyr-le-Chatoux                               | Saint-Cyr-le-Chatoux              |         | 46° 01′ 35″ nord, 4° 33′ 24″ est |                | |             | Église Saint-Cyr de Saint-Cyr-le-Chatoux                               |
| Église Saint-Cyr de Saint-Cyr-sur-le-Rhône                             | Saint-Cyr-sur-le-Rhône            |         | 45° 30′ 59″ nord, 4° 51′ 08″ est |                | |             | Église Saint-Cyr de Saint-Cyr-sur-le-Rhône                             |
| Église Saint-Didier de Saint-Didier-au-Mont-d'Or                       | Saint-Didier-au-Mont-d'Or         |         | 45° 48′ 37″ nord, 4° 47′ 53″ est |                | |             | Église Saint-Didier de Saint-Didier-au-Mont-d'Or                       |
| Église Saint-Didier de Saint-Didier-sous-Riverie                       | Saint-Didier-sous-Riverie         |         | 45° 35′ 45″ nord, 4° 36′ 31″ est |                | |             | Église Saint-Didier de Saint-Didier-sous-Riverie                       |
| Église Saint-Didier de Saint-Didier-sur-Beaujeu                        | Saint-Didier-sur-Beaujeu          |         | 46° 09′ 24″ nord, 4° 32′ 47″ est |                | |             | Image manquante Téléverser                                             |
| Église du Bienheureux-Père-Antoine-Chevrier de Saint-Fons              | Saint-Fons                        |         | 45° 42′ 26″ nord, 4° 51′ 37″ est |                | |             | Image manquante Téléverser                                             |
| Église Notre-Dame-du-Rosaire de Saint-Fons                             | Saint-Fons                        |         | 45° 42′ 25″ nord, 4° 51′ 36″ est |                | |             | Église Notre-Dame-du-Rosaire de Saint-Fons                             |
| Église Saint-Ferréol de Saint-Forgeux                                  | Saint-Forgeux                     |         | 45° 51′ 34″ nord, 4° 28′ 35″ est |                | |             | Église Saint-Ferréol de Saint-Forgeux                                  |
| Église Saint-Genès de Saint-Genis-Laval                                | Saint-Genis-Laval                 |         | 45° 41′ 42″ nord, 4° 47′ 42″ est |                | |             | Image manquante Téléverser                                             |
| Église Saint-Genès de Saint-Genis-l'Argentière                         | Saint-Genis-l'Argentière          |         | 45° 42′ 34″ nord, 4° 29′ 33″ est |                | |             | Église Saint-Genès de Saint-Genis-l'Argentière                         |
| Église Saint-Genès de Saint-Genis-les-Ollières                         | Saint-Genis-les-Ollières          |         | 45° 45′ 18″ nord, 4° 43′ 34″ est |                | |             | Église Saint-Genès de Saint-Genis-les-Ollières                         |
| Église Saint-Georges de Saint-Georges-de-Reneins                       | Saint-Georges-de-Reneins          |         | 46° 03′ 48″ nord, 4° 43′ 23″ est | « PA00118040 » | Classé MH L'abside et le clocher                                                                           | 1932        | Église Saint-Georges de Saint-Georges-de-Reneins                       |
| Église Saint-Germain de Saint-Germain-Nuelles                          | Saint-Germain-Nuelles             |         | 45° 51′ 12″ nord, 4° 36′ 43″ est |                | |             | Église Saint-Germain de Saint-Germain-Nuelles                          |
| Église Saint-Joseph de Nuelles                                         | Saint-Germain-Nuelles             |         | 45° 50′ 52″ nord, 4° 37′ 32″ est |                | |             | Église Saint-Joseph de Nuelles                                         |
| Église Saint-Germain de Saint-Germain-au-Mont-d'Or                     | Saint-Germain-au-Mont-d'Or        |         | 45° 52′ 51″ nord, 4° 48′ 20″ est |                | |             | Église Saint-Germain de Saint-Germain-au-Mont-d'Or                     |
| Église de la Nativité-de-Saint-Jean-Baptiste de Saint-Igny-de-Vers     | Saint-Igny-de-Vers                |         | 46° 14′ 26″ nord, 4° 26′ 12″ est |                | |             | Église de la Nativité-de-Saint-Jean-Baptiste de Saint-Igny-de-Vers     |
| Église Saint-Philippe-et-Saint-Jacques de Saint-Jacques-des-Arrêts     | Saint-Jacques-des-Arrêts          |         | 46° 15′ 22″ nord, 4° 35′ 49″ est |                | |             | Église Saint-Philippe-et-Saint-Jacques de Saint-Jacques-des-Arrêts     |
| Église de la Nativité-de-Saint-Jean-Baptiste de Saint-Jean-d'Ardières  | Saint-Jean-d'Ardières             |         | 46° 07′ 29″ nord, 4° 44′ 18″ est |                | |             | Église de la Nativité-de-Saint-Jean-Baptiste de Saint-Jean-d'Ardières  |
| Église de la Nativité-de-Saint-Jean-Baptiste de Saint-Jean-de-Touslas  | Saint-Jean-de-Touslas             |         | 45° 34′ 38″ nord, 4° 39′ 42″ est |                | |             | Image manquante Téléverser                                             |
| Église Saint-Jean de Saint-Jean-des-Vignes                             | Saint-Jean-des-Vignes             |         | 45° 52′ 26″ nord, 4° 41′ 05″ est |                | |             | Église Saint-Jean de Saint-Jean-des-Vignes                             |
| Église de la Nativité-de-Saint-Jean-Baptiste de Saint-Jean-la-Bussière | Saint-Jean-la-Bussière            |         | 46° 00′ 01″ nord, 4° 19′ 28″ est |                | |             | Église de la Nativité-de-Saint-Jean-Baptiste de Saint-Jean-la-Bussière |
| Église Saint-Julien de Saint-Julien (Rhône)                            | Saint-Julien                      |         | 46° 01′ 34″ nord, 4° 39′ 11″ est |                | |             | Église Saint-Julien de Saint-Julien (Rhône)                            |
| Église Saint-Julien de Saint-Julien-sur-Bibost                         | Saint-Julien-sur-Bibost           |         | 45° 48′ 15″ nord, 4° 31′ 10″ est |                | |             | Église Saint-Julien de Saint-Julien-sur-Bibost                         |
| Église Saint-Just de Saint-Just-d'Avray                                | Saint-Just-d'Avray                |         | 46° 00′ 09″ nord, 4° 26′ 52″ est |                | |             | Église Saint-Just de Saint-Just-d'Avray                                |
| Église Saint-Léger de Saint-Lager                                      | Saint-Lager                       |         | 46° 06′ 43″ nord, 4° 40′ 21″ est |                | |             | Église Saint-Léger de Saint-Lager                                      |
| Église Saint-Laurent de Saint-Laurent-d'Agny                           | Saint-Laurent-d'Agny              |         | 45° 38′ 28″ nord, 4° 41′ 11″ est |                | |             | Église Saint-Laurent de Saint-Laurent-d'Agny                           |
| Église Saint-Laurent de Saint-Laurent-d'Oingt                          | Saint-Laurent-d'Oingt             |         | 45° 56′ 40″ nord, 4° 33′ 49″ est | « PA00118049 » | Inscrit MH                                                                                                 | 1982        | Église Saint-Laurent de Saint-Laurent-d'Oingt                          |
| Église de Brullioles                                                   | Saint-Laurent-de-Chamousset       |         | 45° 45′ 42″ nord, 4° 29′ 59″ est | « PA00118048 » | Inscrit MH La porte, remontée dans le parc du château                                                      | 1926        | Image manquante Téléverser                                             |
| Église Saint-Laurent de Saint-Laurent-de-Chamousset                    | Saint-Laurent-de-Chamousset       |         | 45° 44′ 18″ nord, 4° 27′ 51″ est |                | |             | Église Saint-Laurent de Saint-Laurent-de-Chamousset                    |
| Église Saint-Laurent de Saint-Laurent-de-Mure                          | Saint-Laurent-de-Mure             |         | 45° 41′ 06″ nord, 5° 02′ 40″ est |                | |             | Église Saint-Laurent de Saint-Laurent-de-Mure                          |
| Église Saint-Loup de Saint-Loup (Rhône)                                | Saint-Loup                        |         | 45° 53′ 40″ nord, 4° 29′ 25″ est |                | |             | Église Saint-Loup de Saint-Loup (Rhône)                                |
| Église Sainte-Marie-Magdeleine de Saint-Mamert                         | Saint-Mamert                      |         | 46° 15′ 05″ nord, 4° 34′ 57″ est | « PA00118050 » | Inscrit MH                                                                                                 | 1951        | Église Sainte-Marie-Magdeleine de Saint-Mamert                         |
| Église Saint-Marcel de Saint-Marcel-l'Éclairé                          | Saint-Marcel-l'Éclairé            |         | 45° 52′ 30″ nord, 4° 26′ 02″ est |                | |             | Image manquante Téléverser                                             |
| Église Saint-Martin de Saint-Martin-en-Haut                            | Saint-Martin-en-Haut              |         | 45° 39′ 36″ nord, 4° 33′ 34″ est |                | |             | Image manquante Téléverser                                             |
| Église Notre-Dame-de-Pitié dite aussi Sant-Martin de Rochefort         | Saint-Martin-en-Haut              |         | 45° 39′ 37″ nord, 4° 33′ 35″ est |                | |             | Église Notre-Dame-de-Pitié dite aussi Sant-Martin de Rochefort         |
| Église Saint-Maurice de Saint-Maurice-sur-Dargoire                     | Saint-Maurice-sur-Dargoire        |         | 45° 34′ 58″ nord, 4° 37′ 53″ est |                | |             | Image manquante Téléverser                                             |
| Église Saint-Nizier de Saint-Nizier-d'Azergues                         | Saint-Nizier-d'Azergues           |         | 46° 05′ 17″ nord, 4° 27′ 59″ est |                | |             | Église Saint-Nizier de Saint-Nizier-d'Azergues                         |
| Église Saint-Pierre-aux-Liens de Saint-Pierre-de-Chandieu              | Saint-Pierre-de-Chandieu          |         | 45° 38′ 41″ nord, 5° 00′ 42″ est |                | |             | Église Saint-Pierre-aux-Liens de Saint-Pierre-de-Chandieu              |
| Église Saint-Pierre de Saint-Pierre-la-Palud                           | Saint-Pierre-la-Palud             |         | 45° 47′ 25″ nord, 4° 36′ 42″ est |                | |             | Église Saint-Pierre de Saint-Pierre-la-Palud                           |
| Église Saint-Romain de Saint-Romain-au-Mont-d'Or                       | Saint-Romain-au-Mont-d'Or         |         | 45° 50′ 13″ nord, 4° 49′ 22″ est | « PA00118054 » | Inscrit MH L'abside, le clocher et le transept                                                             | 1926        | Église Saint-Romain de Saint-Romain-au-Mont-d'Or                       |
| Église Saint-Romain de Saint-Romain-de-Popey                           | Saint-Romain-de-Popey             |         | 45° 50′ 50″ nord, 4° 31′ 50″ est |                | |             | Église Saint-Romain de Saint-Romain-de-Popey                           |
| Église de Saint-Romain-en-Gal                                          | Saint-Romain-en-Gal               |         | 45° 32′ 09″ nord, 4° 51′ 30″ est | « PA00118057 » | Classé MH                                                                                                  | 1972        | Église de Saint-Romain-en-Gal                                          |
| Église Saint-Romain de Saint-Romain-en-Gier                            | Saint-Romain-en-Gier              |         | 45° 32′ 19″ nord, 4° 38′ 58″ est |                | |             | Église Saint-Romain de Saint-Romain-en-Gier                            |
| Église Saint-Saturnin de Saint-Sorlin                                  | Saint-Sorlin                      |         | 45° 37′ 15″ nord, 4° 38′ 22″ est |                | |             | Église Saint-Saturnin de Saint-Sorlin                                  |
| Église Saint-Symphorien de Saint-Symphorien-d'Ozon                     | Saint-Symphorien-d'Ozon           |         | 45° 37′ 54″ nord, 4° 51′ 20″ est | « PA69000016 » | Inscrit MH                                                                                                 | 2001        | Église Saint-Symphorien de Saint-Symphorien-d'Ozon                     |
| Église Saint-Symphorien de Saint-Symphorien-sur-Coise                  | Saint-Symphorien-sur-Coise        |         | 45° 37′ 57″ nord, 4° 27′ 14″ est | « PA00118060 » | Classé MH                                                                                                  | 1920        | Église Saint-Symphorien de Saint-Symphorien-sur-Coise                  |
| Église Saint-Vincent de Saint-Vincent-de-Reins                         | Saint-Vincent-de-Reins            |         | 46° 04′ 29″ nord, 4° 23′ 21″ est |                | |             | Image manquante Téléverser                                             |
| Église Saint-Vérand de Saint-Vérand                                    | Saint-Vérand                      |         | 45° 55′ 06″ nord, 4° 31′ 45″ est |                | |             | Église Saint-Vérand de Saint-Vérand                                    |
| Église Saint-Étienne de Saint-Étienne-des-Oullières                    | Saint-Étienne-des-Oullières       |         | 46° 03′ 49″ nord, 4° 38′ 48″ est |                | |             | Église Saint-Étienne de Saint-Étienne-des-Oullières                    |
| Église Saint-Étienne de Saint-Étienne-la-Varenne                       | Saint-Étienne-la-Varenne          |         | 46° 04′ 37″ nord, 4° 37′ 48″ est |                | |             | Église Saint-Étienne de Saint-Étienne-la-Varenne                       |
| Église Sainte-Catherine de Sainte-Catherine (Rhône)                    | Sainte-Catherine                  |         | 45° 35′ 58″ nord, 4° 34′ 13″ est |                | |             | Église Sainte-Catherine de Sainte-Catherine (Rhône)                    |
| Église Sainte-Colombe de Sainte-Colombe (Rhône)                        | Sainte-Colombe                    |         | 45° 31′ 33″ nord, 4° 52′ 02″ est |                | |             | Église Sainte-Colombe de Sainte-Colombe (Rhône)                        |
| Église Sainte-Consorce de Sainte-Consorce                              | Sainte-Consorce                   |         | 45° 46′ 31″ nord, 4° 41′ 25″ est |                | |             | Église Sainte-Consorce de Sainte-Consorce                              |
| Église Sainte-Foy de Sainte-Foy-l'Argentière                           | Sainte-Foy-l'Argentière           |         | 45° 42′ 32″ nord, 4° 28′ 16″ est |                | |             | Église Sainte-Foy de Sainte-Foy-l'Argentière                           |
| Église Sainte-Paule de Sainte-Paule                                    | Sainte-Paule                      |         | 45° 57′ 40″ nord, 4° 33′ 57″ est | « PA00118051 » | Inscrit MH Les quatre fenêtres géminées romanes du clocher avec leurs chapiteaux                           | 1935        | Église Sainte-Paule de Sainte-Paule                                    |
| Église Saint-Martin de Salles-Arbuissonnas-en-Beaujolais               | Salles-Arbuissonnas-en-Beaujolais |         | 46° 02′ 30″ nord, 4° 38′ 07″ est | « PA00118065 » | Classé MH                                                                                                  | 1862        | Église Saint-Martin de Salles-Arbuissonnas-en-Beaujolais               |
| Église du prieuré dépendant de l'abbaye d'Ainay de Lyon d'Arbuissonnas | Salles-Arbuissonnas-en-Beaujolais |         | 46° 02′ 59″ nord, 4° 37′ 53″ est |                | |             | Image manquante Téléverser                                             |
| Église de la Nativité-de-Saint-Jean-Baptiste de Sarcey                 | Sarcey                            |         | 45° 52′ 48″ nord, 4° 33′ 37″ est |                | |             | Église de la Nativité-de-Saint-Jean-Baptiste de Sarcey                 |
| Église Saint-André de Savigny                                          | Savigny                           |         | 45° 49′ 02″ nord, 4° 34′ 30″ est |                | |             | Église Saint-André de Savigny                                          |
| Église de la Nativité-Notre-Dame de Simandres                          | Simandres                         |         | 45° 37′ 10″ nord, 4° 52′ 25″ est |                | |             | Église de la Nativité-Notre-Dame de Simandres                          |
| Église Saint-Julien de Soucieu-en-Jarrest                              | Soucieu-en-Jarrest                |         | 45° 40′ 41″ nord, 4° 42′ 11″ est |                | |             | Église Saint-Julien de Soucieu-en-Jarrest                              |
| Église Saint-Barthélemy de Sourcieux-les-Mines                         | Sourcieux-les-Mines               |         | 45° 48′ 18″ nord, 4° 37′ 22″ est |                | |             | Image manquante Téléverser                                             |
| Église de l'Assomption de Souzy                                        | Souzy                             |         | 45° 42′ 20″ nord, 4° 26′ 56″ est |                | |             | Église de l'Assomption de Souzy                                        |
| Église Saint-Maurice de Sérézin-du-Rhône                               | Sérézin-du-Rhône                  |         | 45° 37′ 46″ nord, 4° 49′ 41″ est |                | |             | Église Saint-Maurice de Sérézin-du-Rhône                               |
| Église Sainte-Marie de Taluyers                                        | Taluyers                          |         | 45° 38′ 29″ nord, 4° 43′ 24″ est | « PA00118070 » | Inscrit MH                                                                                                 | 1926        | Église Sainte-Marie de Taluyers                                        |
| Église Saint-Isidore de Taponas                                        | Taponas                           |         | 46° 07′ 05″ nord, 4° 45′ 53″ est |                | |             | Église Saint-Isidore de Taponas                                        |
| Église Sainte-Madeleine de Tarare                                      | Tarare                            |         | 45° 53′ 42″ nord, 4° 26′ 08″ est |                | |             | Église Sainte-Madeleine de Tarare                                      |
| Église Saint-André de Tarare                                           | Tarare                            |         | 45° 53′ 43″ nord, 4° 26′ 08″ est |                | |             | Église Saint-André de Tarare                                           |
| Église Saint-Claude de Tassin-la-Demi-Lune                             | Tassin-la-Demi-Lune               |         | 45° 45′ 39″ nord, 4° 45′ 31″ est |                | |             | Église Saint-Claude de Tassin-la-Demi-Lune                             |
| Église Saint-Joseph de la Demi-Lune                                    | Tassin-la-Demi-Lune               |         | 45° 45′ 55″ nord, 4° 47′ 06″ est |                | |             | Image manquante Téléverser                                             |
| Église de la Nativité-de-Saint-Jean-Baptiste de Ternand                | Ternand                           |         | 45° 56′ 38″ nord, 4° 31′ 46″ est | « PA00118075 » | Classé MH La crypte et le chœur ; Inscrit MH L'église en totalité, à l'exception des parties déjà classées | 1951 ; 2019 | Église de la Nativité-de-Saint-Jean-Baptiste de Ternand                |
| Église Saint-Mayeul de Ternay                                          | Ternay                            |         | 45° 36′ 32″ nord, 4° 48′ 35″ est |                | |             | Image manquante Téléverser                                             |
| Vieille église de Theizé                                               | Theizé                            |         | 45° 56′ 25″ nord, 4° 36′ 57″ est | « PA00118080 » | Inscrit MH                                                                                                 | 1926        | Vieille église de Theizé                                               |
| Église Saint-Antoine de Theizé                                         | Theizé                            |         | 45° 56′ 22″ nord, 4° 36′ 58″ est |                | |             | Église Saint-Antoine de Theizé                                         |
| Église Saint-Pierre de Thel                                            | Thel                              |         | 46° 06′ 54″ nord, 4° 22′ 37″ est |                | |             | Église Saint-Pierre de Thel                                            |
| Église Notre-Dame de Thizy                                             | Thizy-les-Bourgs                  |         | 46° 01′ 55″ nord, 4° 18′ 46″ est |                | |             | Église Notre-Dame de Thizy                                             |
| Église Saint-André de Marnand                                          | Thizy-les-Bourgs                  |         | 46° 02′ 06″ nord, 4° 19′ 47″ est |                | |             | Église Saint-André de Marnand                                          |
| Église Saint-Blaise de la chapelle-de-Mardore                          | Thizy-les-Bourgs                  |         | 46° 03′ 06″ nord, 4° 21′ 20″ est |                | |             | Église Saint-Blaise de la chapelle-de-Mardore                          |
| Église Saint-Pierre de Bourg-de-Thizy                                  | Thizy-les-Bourgs                  |         | 46° 02′ 05″ nord, 4° 18′ 01″ est |                | |             | Église Saint-Pierre de Bourg-de-Thizy                                  |
| Église Saint-Martin de Thurins                                         | Thurins                           |         | 45° 40′ 57″ nord, 4° 38′ 27″ est |                | |             | Église Saint-Martin de Thurins                                         |
| Église Saint-Pierre de Toussieu                                        | Toussieu                          |         | 45° 39′ 18″ nord, 4° 59′ 21″ est |                | |             | Église Saint-Pierre de Toussieu                                        |
| Église Saint-Éloi de Trades                                            | Trades                            |         | 46° 16′ 40″ nord, 4° 33′ 42″ est |                | |             | Église Saint-Éloi de Trades                                            |
| Église Notre-Dame-de-l'Assomption de Trèves                            | Trèves                            |         | 45° 32′ 23″ nord, 4° 40′ 34″ est |                | |             | Église Notre-Dame-de-l'Assomption de Trèves                            |
| Église de la Nativité-de-Notre-Dame de Semons                          | Tupin-et-Semons                   |         | 45° 28′ 43″ nord, 4° 46′ 41″ est |                | |             | Église de la Nativité-de-Notre-Dame de Semons                          |
| Église Saint-Martin du Bois d'Oingt                                    | Val d'Oingt                       |         | 45° 55′ 17″ nord, 4° 35′ 05″ est |                | |             | Église Saint-Martin du Bois d'Oingt                                    |
| Ancienne Église Saint-Martin du Bois d'Oingt                           | Val d'Oingt                       |         | 45° 55′ 15″ nord, 4° 35′ 11″ est |                | |             | Ancienne Église Saint-Martin du Bois d'Oingt                           |
| Église Saint-Romain de Valsonne                                        | Valsonne                          |         | 45° 56′ 50″ nord, 4° 25′ 49″ est | « PA00132828 » | Inscrit MH                                                                                                 | 1994        | Église Saint-Romain de Valsonne                                        |
| Église Saint-Antoine de Vaugneray                                      | Vaugneray                         |         | 45° 44′ 19″ nord, 4° 39′ 26″ est |                | |             | Église Saint-Antoine de Vaugneray                                      |
| Église Saint-Barthélemy de Saint-Laurent-de-Vaux                       | Vaugneray                         |         | 45° 42′ 54″ nord, 4° 37′ 50″ est |                | |             | Église Saint-Barthélemy de Saint-Laurent-de-Vaux                       |
| Église Saint-Barthélemy de Saint-Laurent-de-Vaux                       | Vaugneray                         |         | 45° 42′ 54″ nord, 4° 37′ 50″ est |                | |             | Église Saint-Barthélemy de Saint-Laurent-de-Vaux                       |
| Église Saint-Thomas de Vaulx-en-Velin                                  | Vaulx-en-Velin                    |         | 45° 46′ 33″ nord, 4° 55′ 00″ est |                | |             | Église Saint-Thomas de Vaulx-en-Velin                                  |
| Église Saint-Joseph de Grange Perdue                                   | Vaulx-en-Velin                    |         | 45° 45′ 31″ nord, 4° 55′ 45″ est |                | |             | Église Saint-Joseph de Grange Perdue                                   |
| Église Notre-Dame-de-l'Assomption de Vaulx-en-Velin                    | Vaulx-en-Velin                    |         | 45° 47′ 09″ nord, 4° 55′ 43″ est |                | |             | Église Notre-Dame-de-l'Assomption de Vaulx-en-Velin                    |
| Église Saint-Martin de Vaux-en-Beaujolais                              | Vaux-en-Beaujolais                |         | 46° 03′ 23″ nord, 4° 35′ 32″ est | « PA00118084 » | Inscrit MH Portail occidental                                                                              | 1926        | Église Saint-Martin de Vaux-en-Beaujolais                              |
| Église Saint-Martin de Vauxrenard                                      | Vauxrenard                        |         | 46° 12′ 33″ nord, 4° 38′ 37″ est | « PA00118085 » | Inscrit MH Le clocher et l'abside                                                                          | 1952        | Église Saint-Martin de Vauxrenard                                      |
| Église Saint-Denis de Vernaison                                        | Vernaison                         |         | 45° 38′ 51″ nord, 4° 48′ 41″ est |                | |             | Église Saint-Denis de Vernaison                                        |
| Église Saint-Jacques de Vernay                                         | Vernay                            |         | 46° 09′ 28″ nord, 4° 31′ 45″ est |                | |             | Église Saint-Jacques de Vernay                                         |
| Église Saint-Martin de Ville-sur-Jarnioux                              | Ville-sur-Jarnioux                |         | 45° 57′ 43″ nord, 4° 36′ 33″ est | « PA00118089 » | Inscrit MH                                                                                                 | 1979        | Église Saint-Martin de Ville-sur-Jarnioux                              |
| Église de l'Assomption de Villechenève                                 | Villechenève                      |         | 45° 48′ 43″ nord, 4° 24′ 18″ est |                | |             | Image manquante Téléverser                                             |
| Collégiale Notre-Dame-des-Marais de Villefranche-sur-Saône             | Villefranche-sur-Saône            |         | 45° 59′ 20″ nord, 4° 43′ 08″ est | « PA00118090 » | Classé MH                                                                                                  | 1840        | Collégiale Notre-Dame-des-Marais de Villefranche-sur-Saône             |
| Église Notre-Dame de Béligny                                           | Villefranche-sur-Saône            |         | 45° 58′ 57″ nord, 4° 44′ 01″ est | ACR0000157     | |             | Image manquante Téléverser                                             |
| Église Saint-Curé-d'Ars de Cité Belleroche                             | Villefranche-sur-Saône            |         | 45° 59′ 04″ nord, 4° 42′ 20″ est |                | |             | Image manquante Téléverser                                             |
| Église Saint-Pierre de Villefranche-sur-Saône                          | Villefranche-sur-Saône            |         | 45° 59′ 37″ nord, 4° 43′ 10″ est |                | |             | Église Saint-Pierre de Villefranche-sur-Saône                          |
| Église Saint-Joseph de Saint-Joseph (Rhône)                            | Villié-Morgon                     |         | 46° 10′ 28″ nord, 4° 38′ 11″ est |                | |             | Image manquante Téléverser                                             |
| Église Saint-Vincent de Villié-Morgon                                  | Villié-Morgon                     |         | 46° 09′ 38″ nord, 4° 40′ 53″ est |                | |             | Église Saint-Vincent de Villié-Morgon                                  |
| Église Saint-Bonnet de Vourles                                         | Vourles                           |         | 45° 39′ 31″ nord, 4° 46′ 23″ est |                | |             | Église Saint-Bonnet de Vourles                                         |
| Église Saint-Barthélemy d'Yzeron                                       | Yzeron                            |         | 45° 42′ 31″ nord, 4° 35′ 29″ est |                | |             | Église Saint-Barthélemy d'Yzeron                                       |
| Église Saint-Martin d'Échalas                                          | Échalas                           |         | 45° 33′ 07″ nord, 4° 42′ 55″ est |                | |             | Image manquante Téléverser                                             |
| Église Saint-Blaise d'Écully                                           | Écully                            |         | 45° 46′ 30″ nord, 4° 46′ 42″ est |                | |             | Église Saint-Blaise d'Écully                                           |
| Église de l'Immaculée-Conception d'Émeringes                           | Émeringes                         |         | 46° 13′ 26″ nord, 4° 40′ 19″ est |                | |             | Église de l'Immaculée-Conception d'Émeringes                           |
| Église Sainte-Marie du couvent des dominicains de la Tourette          | Éveux                             |         | 45° 49′ 11″ nord, 4° 37′ 22″ est |                | |             | Image manquante Téléverser                                             |
| Église Saint-Pierre d'Éveux                                            | Éveux                             |         | 45° 49′ 36″ nord, 4° 37′ 20″ est |                | |             | Image manquante Téléverser                                             |